# Wayne megye (Georgia)
Wayne megye az Amerikai Egyesült Államokban, azon belül Georgia államban található. Megyeszékhelye és legnagyobb városa Jesup. Lakosainak száma 30 144 fő (2020. április 1.). Wayne megye Tattnall, Brantley, Appling, Pierce, Glynn, McIntosh és Long megyékkel határos.

## Népesség
A megye népességének változása:
| Lakosok száma | 30 119 | 30 354 | 30 370 | 30 077 | 29 534 | 30 144 |
|               | 2010   | 2011   | 2012   | 2013   | 2015   | 2020   |